# Roman Tomczyk
Roman Józef Tomczyk (ur. 28 lutego 1909 w Maszycach, zm. 29 września 1979 w Prądniku Korzkiewskim) – polski pisarz, dziennikarz, żołnierz, pedagog, współpracownik tygodnika "Prosto z Mostu" w latach 1938-1939 i "Tygodnika Powszechnego" w latach 1957-1979.

## Życie
Urodził się w podkrakowskiej wsi Maszyce jako syn sołtysa. Osierocony przez ojca w wieku kilku lat. W szkole gminnej wyróżniał się jako utalentowany uczeń. Za namową nauczycielki matka oddała go pod opiekę krewnych, którzy zajęli się jego wykształceniem. Maturę zdawał w Miechowie; przed wybuchem wojny ukończył 3 lata studiów medycznych na Uniwersytecie Warszawskim. W czasie studiów zaczął pisać w warszawskim tygodniku kulturalnym „Prosto z Mostu”, z początku publikując wiersze, potem eseje. Od 1939 na łamach tego pisma zaczęła ukazywać się jego powieść w odcinkach Cudzy zagon. W czasie kampanii wrześniowej walczył jako podoficer.
Lata okupacji spędził w rodzinnych stronach w okolicach Maszyc. W 1940 roku uciekł w czasie próby aresztowania przez Gestapo, wkrótce zaciągnął się do oddziałów partyzanckich Batalionów Chłopskich, działających na terenie Małopolski. Aktywnie wspomagał wiele osób ukrywających się w okolicznych miejscowościach. W roku 1941 ożenił się z Ireną Żurowską, a w roku 1943 urodziła się jego córka Barbara. W 1945 roku został w okolicach Krakowa aresztowany przez SB jako przeciwnik władzy komunistycznej. Zwolniony został warunkowo po interwencji jednego z funkcjonariuszy, którego ukrywał w czasie okupacji. Z powodu represji uciekł pośpiesznie do Cieszyna, gdzie podjął pracę jako nauczyciel w Liceum Pedagogicznym. W tym samym czasie ukończył studia historii na Uniwersytecie Wrocławskim i pod kierunkiem prof. A. Szczotki rozpoczął pisanie pracy doktorskiej. Pracy tej nie dokończył z powodu tragicznej śmierci promotora. W 1947 urodził się jego syn Piotr.
Do Krakowa powrócił w 1949 roku, gdy groźba prześladowań zmalała. W Krakowie rozpoczął pracę jako nauczyciel w Liceum im. Króla Jana Sobieskiego, potem w Liceum Pedagogicznym przy ul. Oleandry. W 1955 roku został karnie (za tzw. przewinienie „polityczne”, czyli żart z władz komunistycznych) przeniesiony do Liceum im. B. Nowodworskiego, jednak z zakazem nauki historii. Według doniesień uczniów prowadzone przez niego lekcje przysposobienia wojskowego wykorzystywał do nauczania historii – faktów, które nie figurowały w ówczesnych podręcznikach. Równocześnie był też nauczycielem w krakowskim prywatnym liceum OO. Pijarów, w seminarium duchownym OO. Bernardynów w Krakowie i w Kalwarii Zebrzydowskiej. W 1956 roku wziął udział w konkursie literackim „Tygodnika Powszechnego”, co stało się początkiem jego współpracy z tym czasopismem. „Tygodnikowi Powszechnemu” został wierny aż do końca życia, mimo że wiele jego artykułów i opowiadań bywało odrzucanych przez cenzurę. Zmarł nagle na atak serca.

## Książki
W 1962 roku w wydawnictwie Czytelnik ukazała się jego pierwsza książka Droga jest wyboista. Potem Znak wydał Uczynki nie-miłosierne (1964), z którego opowiadanie Chorych pocieszać stało się kanwą etiudy dyplomowej młodego Krzysztofa Zanussiego pod tytułem Śmierć pryncypała. Zbiór Mali nadludzie (1967, Wydawnictwo Śląsk) zawierał opowiadania z czasów okupacji o volksdeutschach, granatowych policjantach  i innych podpisujących cyrografy współpracy z okupantem. Po trzech latach przerwy ukazało się Ryjoczkowego ciała opisanie (1970, Wydawnictwo Śląsk) - studium zachowań małego człowieka w kontekście politycznym i społecznym. Powieść podzielona jest na rozdziały  zaczynające się opisem części ciała lub narządu, metaforycznie powiązanym z epizodem z życia. Do góry nogami (1975, Wydawnictwo Literackie) to zbiór opowiadań współczesnych. Życie jak kaktus (1976, Iskry) to zbiór felietonów publikowanych w "Tygodniku Powszechnym".
Ostatnie tytuły to wydana za życia powieść Na co mu przyszło (1977, Wydawnictwo Literackie) i wydane już po śmierci Opowieści o dwu-, cztero, i  sześcionogach (1979, Wydawnictwo Literackie). W 1986 roku w Suhrkamp Taschenbuch 1271, w zbiorze najlepszych polskich opowiadań z ostatnich 40 lat, zatytułowanym Die Federn des weissen Adler Klaus Staemmler zamieścił tłumaczenie jego opowiadania Die Fuchshunde (Lisopsy) opublikowanego wcześniej na łamach "Kultury".
W opowiadaniach Roman Tomczyk pokazywał ciepłe, ale groteskowo i ironicznie zarysowane postacie ludzi prostych, dobrych czy złych, ale zawsze prawdziwych, umieszczonych w powojennej, szarej peerelowskiej rzeczywistości.